# Paweł Szwajdych
Paweł Szwajdych, (ur. 5 lipca 1983 w Krakowie) – polski piłkarz grający na pozycji pomocnika.

## Życiorys
W latach 2010–2011 zawodnik gra w barwach drugoligowej Puszczy Niepołomice. Ma w swoim dorobku piłkarskim występy w barwach pierwszoligowego ŁKS-u Łódź. W pierwszej drużynie Cracovii trenował mając 17 lat. Zadebiutował w Orange Ekstraklasie meczem z Legią Warszawa.